# Dea Dia
Dia este o zeiță din mitologia romană, cunoscută și sub numele de Ceres. Cultul ei era oficiat de arvali, care erau preoți consacrați.